# Shah Mahmood Qureshi
Makhdoom Shah Mahmood Hussain Qureshi (en urdu: مخدوم شاہ محمود حسین قریشی‎; Multán, 22 de junio de 1956) es un político y diplomático pakistaní, quién sirvió como ministro de Relaciones Exteriores en dos ocasiones: de 2008 a 2011 y de 2018 a 2022. Es miembro del Parlamento en la Asamblea Nacional desde 2018 y vicepresidente del partido Movimiento por la Justicia de Pakistán desde 2011.
Nacido en Multán, Punyab, Qureshi estudió en Aitchison College y recibió una licenciatura en artes de Forman Christian College y una maestría en artes de Corpus Christi College, Cambridge. Siguió siendo miembro de la Asamblea Provincial de Punjab durante nueve años, de 1985 a 1993, y se desempeñó en el gabinete provincial en varios cargos entre 1988 y 1993. Se desempeñó como ministro de Estado para Asuntos Parlamentarios en el gabinete federal de 1993 a 1996 y luego como alcalde de Multán de 2000 a 2002.

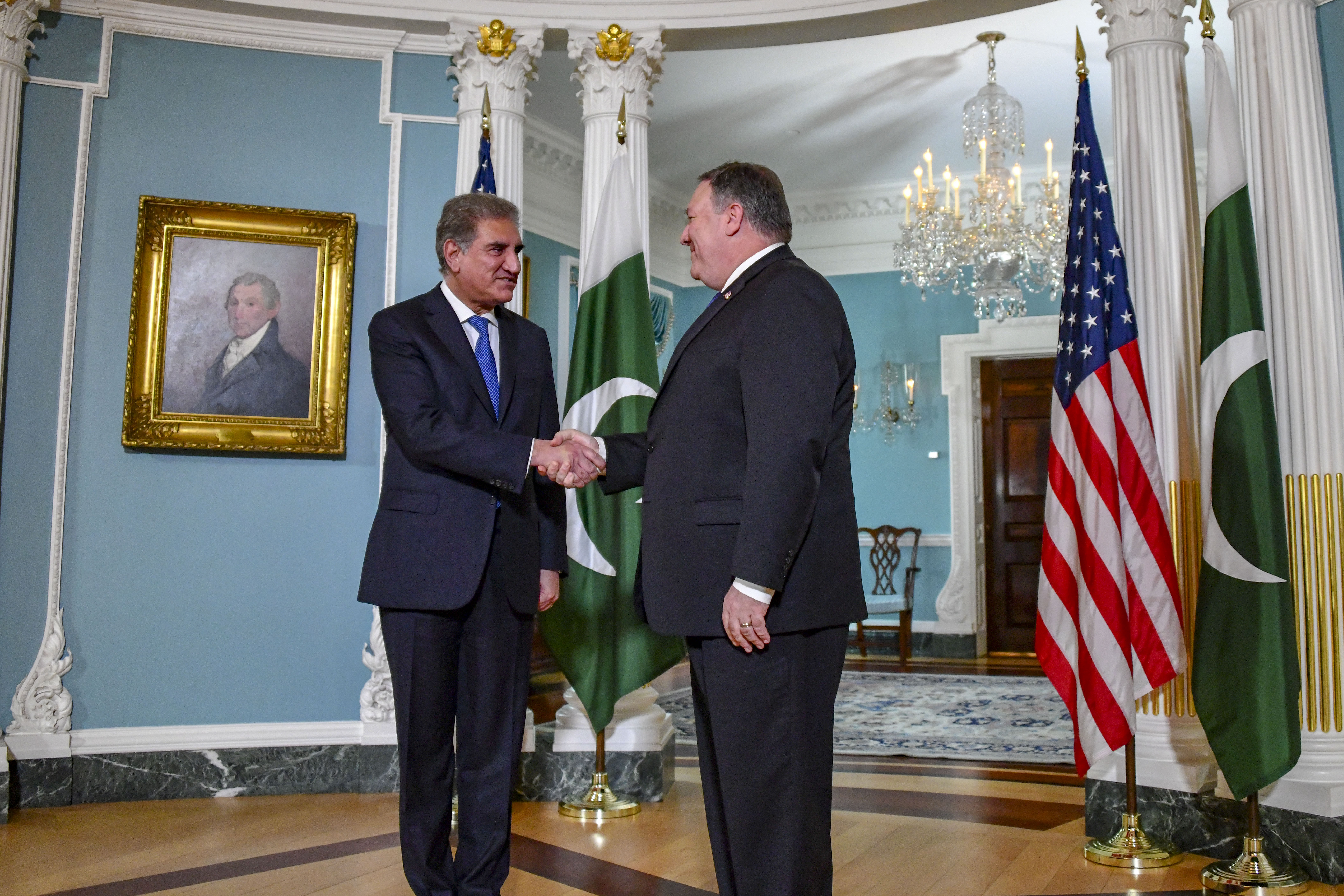
Qureshi junto a Mike Pompeo en Washington.